# Melissanthi Mahut
Melissanthi Mahut (en griego: Μελισσάνθη Μάχουτ; Toronto, 20 de septiembre de 1988) es una actriz griega y canadiense. Principalmente conocida por su papel de Kassandra en el videojuego Assassin's Creed Odyssey y por su interpretación de Mita Xenakis en la película de Netflix, Eurovision Song Contest: The Story of Fire Saga.

## Biografía
Mahut nació el 20 de septiembre de 1988 en Toronto, capital de la provincia de Ontario (Canadá) y creció en Grecia. Su padre es un canadiense quebequense, mientras que su madre es griega. Asistió a la Escuela de Drama del Teatro Nacional de Grecia y luego estudió en la Real Academia de Arte Dramático (RADA), dondo se graduó con una licenciatura en Actuación en 2012.
La carrera de Mahut comenzó en Grecia, donde protagonizó producciones teatrales, así como cortometrajes y largometrajes como Mythopathy (Νοτιάς), The Taste of Love (Η Γεύση της Αγάπης).
En 2017, obtuvo el papel de Kassandra en el videojuego de acción Assassin's Creed Odyssey, por el que recibió elogios generalizados de la crítica, así como reconocimiento mundial por su actuación, incluida una nominación a los Premios BAFTA de Videojuegos y a los The Game Awards.
En 2020 apareció como la concursante griega de Eurovisión Mita Xenakis en la película de Netflix Eurovision Song Contest: The Story of Fire Saga junto a Will Ferrell, Rachel McAdams y Dan Stevens. La película estaba programada para estrenarse en mayo de 2020, pero debido a la epidemia de COVID-19 se pospuso hasta el 26 de junio. En 2020, prestó su voz al personaje de Athena en el videojuego Immortals Fenyx Rising. Tuvo un papel recurrente en dos partes de la serie de antología griega The Other Me (Έτερος Εγώ) basada en el thriller criminal griego de 2016 del mismo nombre. En 2022 protagonizó un episodio independiente de la serie de televisión griega Kart Postal.
En 2022, interpretó el personaje de Calliope en el undécimo episodio de la producción de Netflix de The Sandman desarrollada por Neil Gaiman, David S. Goyer y Allan Heinberg. Es una adaptación de la serie de historietas homónima, creada por Gaiman y publicada por Vertigo/DC Comics. y en 2023 tuvo un pequeño papel en la película de ciencia ficción y acción estadounidense Meg 2: The Trench, donde interpretó el papel de Rigas, una oficial de seguridad.

## Filmografía
| Año  | Título                                          | Papel        | Notas                                     | Ref.   |
| ---- | ----------------------------------------------- | ------------ | ----------------------------------------- | ------ |
| 2010 | Artherapy                                       | Ella misma   | Película                                  |        |
| 2014 | In Transit                                      | Tina         | Película                                  |        |
| 2015 | Worlds Apart                                    | Employee     | Película                                  |        |
| 2016 | Mythopathy                                      | Betty        | Película                                  |        |
| 2016 | Luna Bar                                        | Crazy girl   | Película                                  |        |
| 2018 | The Taste of Love                               | Pavlina      | Telefilme                                 |        |
| 2019 | The Other Me: Lost Souls                        | Tonia        | Película                                  |        |
| 2020 | Eurovision Song Contest: The Story of Fire Saga | Mita Xenakis | Película                                  |        |
| 2020 | The Other Me: Catharsis                         | Tonia        | Papel principal                           |        |
| 2022 | Kart Postal                                     | Sophia       | Episodio: «Κnow Thyself»                  |        |
| 2022 | The Sandman                                     | Calíope      | Episodio: «Un sueño de mil gatos/Calíope» | [ 20 ] |
| 2023 | Meg 2: The Trench                               | Rigas        | Película                                  | [ 19 ] |
| 2023 | The Turkish Detective                           | Lina Covali  | 2 episodios                               | [ 21 ] |

| Año  | Título                         | Papel             | Notas |
| ---- | ------------------------------ | ----------------- | ----- |
| 2017 | Assassin's Creed Origins       | Varios personajes |       |
| 2018 | Assassin's Creed Odyssey       | Kassandra         |       |
| 2019 | Discovery Tour: Ancient Greece | Kassandra         |       |
| 2020 | Immortals Fenyx Rising         | Athena            |       |
| 2021 | Assassin's Creed Valhalla      | Kassandra         |       |
| 2023 | Assassin's Creed Nexus         | Kassandra         |       |

## Teatro
| Año       | Obra                     | Papel           | Teatro                     | Ref.   |
| --------- | ------------------------ | --------------- | -------------------------- | ------ |
| 2012      | The Misunderstanding     | María           | Kings Head Theatre         | [ 22 ] |
| 2013-2015 | La casa de Bernarda Alba | Adela           | The Vault Theatre          | [ 23 ] |
| 2015-2016 | Crimen y castigo         | Sonia           | National Theatre of Greece | [ 24 ] |
| 2016-2017 | Metropolis               | Medea/Messenger | Small Theatre of Epidaurus | [ 25 ] |

## Premios y nominaciones
| Año  | Trabajo                  | Premio                       | Categoría                                       | Resultado | Ref.   |
| ---- | ------------------------ | ---------------------------- | ----------------------------------------------- | --------- | ------ |
| 2018 | Assassin's Creed Odyssey | The Game Awards              | Mejor interpretación                            | Nominada  | [ 12 ] |
| 2018 | Assassin's Creed Odyssey | Gamers' Choice Awards        | Actor de voz femenino favorito de los fanáticos | Nominada  | [ 26 ] |
| 2018 | Assassin's Creed Odyssey | D.I.C.E. Awards              | Logro excepcional en personajes                 | Nominada  | [ 27 ] |
| 2018 | Assassin's Creed Odyssey | Premios BAFTA de Videojuegos | Interpretación                                  | Nominada  | [ 11 ] |